# 바수키 차하야 푸르나마
바수키 차하야 푸르나마(문화어: 바수끼 짜하야 뿌르나마, 인도네시아어: Basuki Tjahaja Purnama, 한국 한자: 鐘萬學 종만학)는 인도네시아의 정치인이다. 2012년 자카르타 주지사 선거에 조코위의 러닝메이트로 출마, 당선되었으며, 2014년 대선에 조코위가 당선된 이후 주지사로 권한대행을 하다가 조코위의 취임 이후 정식 주지사로 취임했다. 그는 하카 출신 인도네시아 화교이며, 개신교도라는 점에 큰 화제가 되었다.

## 역대 선거 결과
| 선거명      | 직책명          | 대수 | 정당       | 득표율 | 득표수      | 결과 | 당락 |
| ----------- | --------------- | ---- | ---------- | ------ | ----------- | ---- | ---- |
| 2012년 선거 | 자카르타 부지사 | 8대  | 민주항쟁당 | 53.82% | 2,472,130표 | 1위  |      |
| 2017년 선거 | 자카르타 주지사 | 14대 | 민주항쟁당 | 42.04% | 2,350,366표 | 2위  | 낙선 |